# Nadežda Aleksandrovna Gračeva
Nadežda Aleksandrovna Gračeva (in russo Надежда Александровна Грачёва?; Semej, 21 dicembre 1969) è un'ex ballerina russa, prima ballerina del balletto Bol'šoj dal 1991 al 2011.

## Biografia
Dopo aver iniziato a studiare danza ad Almaty, nel 1986 si è classificata seconda al Concorso internazionale di balletto di Varna e ha vinto una borsa di studio per perfezionarsi all'Accademia statale di coreografia di Mosca.
Subito dopo aver conseguito il diploma nel 1988 è stata scritturata dal Balletto Bol'šoj in veste di solista. Nei tre anni successivi ha scalato rapidamente i ranghi della compagnia e nel 1991 è stata proclamata prima ballerina dopo una rappresentazione de La Bayadère.
Nei diciannove anni successivi ha danzato in molti dei grandi ruoli del repertorio femminile, tra cui Odette e Odile ne Il lago dei cigni, l'eponime protagoniste di Giselle e Raymonda, Medora ne Le Corsaire, Egina in Spartak, Kitri nel Don Chisciotte, Giulietta in Romeo e Giulietta e Aurora ne La bella addormentata, tutti negli allestimenti coreografati da Jurij Grigorovič.
Nel corso della sua carriera ha ricevuto importanti premi, tra cui il Prix Benois de la Danse nel 1992 per la sua performance ne La Bayadère, ed è stata insignita del titolo di Artista benemerita della Federazione Russa nel 1994 e di Artista del popolo della Federazione Russa nel 1996. Nel 2001 è stata investita dell'Ordine d'onore.
Dopo il ritiro dalle scene nel 2011 è diventata répétiteuse della compagnia.